# Monti Kalba
I monti Kalba (in kazako: Қалба жотасы; in russo Калби́нский хребе́т) sono una catena montuosa del Kazakistan orientale situata ad ovest dell'Irtysh, appartenente al più vasto sistema dei monti Altai.
I monti Kalba si estendono dalla sponda sinistra del bacino della Buchtarma per una lunghezza di 400 km in direzione ovest/nord-ovest. Le montagne in prossimità del margine sud-occidentale degli Altai raggiungono altezze di 1300-1500 m. L'altezza massima è di 1608 m. Nel settore occidentale, l'altezza delle montagne diminuisce gradualmente sempre più, fino a raggiungere i 450-750 m nella regione delle alture del Kazakistan. La catena montuosa è costituita da scisti del Paleozoico, arenarie e intrusioni di granito. Vi si trovano giacimenti di oro e di minerali non metallici. Ad altezze comprese tra 800 e 1200 m prevale una vegetazione di tipo steppico. In alcune zone si sviluppano anche boschetti sparsi di pini e foreste di betulla e pioppo tremulo. Sulla cima dei monti compare una fascia di vegetazione subalpina.